# 猛禽ちゃん
『猛禽ちゃん』（もうきんちゃん）は、阿久井真による日本の漫画。『裏サンデー』（小学館）において、2013年10月2日から2015年4月15日まで連載された。

## 登場キャラクター

### 県立鷹匠高等学校2年1組
猛禽 るい（もうきん るい）
主人公。目つきが悪く笑顔が苦手で、周りからは怖れられている。松戸町の外れにある御神木の上に住んでいる。首が180度回転したり、鳥を呼び寄せることが出来たり不思議な力を持っている。吹き出しが一貫して小さい。頭に2本のアホ毛が生えており感情によって動く。GWAIHIRと言うファミレスでバイトをしている。御神木から飛び降りても平気なこともあり身体能力はかなり高い。また歌も上手い。その正体は人間ではなくシマフクロウである。
小野 まきみ（おの まきみ）
るいの友人。身長149センチメートルで背が低いのが悩み。かつて荒れていた松戸町を中学1年時に1人でまとめ上げた伝説のヤンキーで、『松戸女王（マッドクイーン）』と呼ばれていた。力が強く、500円硬貨を引きちぎることが出来る。実際はヤンキーと言うより調教師で、今まで締め上げた不良たちを更生させてきている。お化けや妖怪の類が大の苦手。正体はヒクイドリ。
池岡 さあや（いけおか さあや）
るいの友人。るいが大好きで、視力は低いがるいならば離れた場所からでも見つけることが出来る。授業中はずっと『ベルばら』を読んでいる『ベルばらオタク』。正体はメジロ。
カスミ
白髮の美男。正体はシロハヤブサ。

### GWAIHIR（グワイヒア）
元々はファミレスだったが、ライバル店『クレーエ』によって業績が悪化。るいの提案により鳥カフェとして再始動した。
船橋 稔（ふなばし みのる）
鳥カフェ『グワイヒア』の店長。警察マニアで警察の隠語を使いたがる。正体はコウテイペンギンで、元々は動物園で飼育されていたが脱走した経歴を持つ。
白井 あかね
鳥カフェ『グワイヒア』で働く、るいの先輩。ドジっ子で、しょっちゅう皿を割っては頭に料理を載せている。正体はシマエナガ。
小鳥 遊（ことり ゆう）
鳥カフェになる前のグワイヒアで騒ぎを起こした不良少年。たまたま合コンで来ていたカラオケ店にて、間違えてるいたちの部屋に入ってしまいその言い訳として「るいのことが気になっている」と言ったことからまきみに「下僕」としてパシラされることになる。その後まきみの調教の末、好青年となる。元々はイケメン故に傲慢な性格であったが、その後は人を気遣う様子などを見せる。騒ぎを起こした際に船橋を殴ったことへの謝罪として鳥カフェとなったグワイヒアで見習いとして働くことになった。主要人物の中で唯一の人間である。
おつう
鳥カフェ『グワイヒア』のオーナー。正体はタンチョウで、自称『つるの恩返し』のつるである。

### クレーエ
グワイヒアの隣に出来たライバル店。店員の正体は基本カラスである。
紅子（べにこ）
クレーエのオーナー。正体はハシボソガラス。船橋のことが好きで、色々アプローチをかけているが船橋は全く気づいていない。
真黒（まぐろ）
クレーエの店員。女性客にしか興味がなく、男性客に対しては接客態度が悪い。まきみとは仲が悪い。肌が黒く、日サロで焼いている。正体はハシブトガラス。
ひじき
クレーエの店員。いつも笑顔を絶やさない男性。正体はハシボソガラス。
黒武（くろたけ）
クレーエの店員。顔に傷がある男性。正体はワタリガラス。
モモ
クレーエの新人。人間になったばかりで、人見知りが激しい。ボクっ娘。かつてカラスだった時にるいに首を鷲掴みされてからるいに対して恐怖を抱いている。紅子になついており、紅子のことを「おかーさん」と呼ぶ。正体はハシボソガラス。

## 書誌情報
- 阿久井真 『猛禽ちゃん』 小学館〈裏少年サンデーコミックス〉、全6巻
  1. 2014年3月18日発売 ISBN 978-4-09-124615-8
  2. 2014年7月18日発売 ISBN 978-4-09-125128-2
  3. 2014年11月18日発売 ISBN 978-4-09-125529-7
  4. 2015年1月9日発売 ISBN 978-4-09-125708-6
  5. 2015年4月10日発売 ISBN 978-4-09-126039-0
  6. 2015年7月10日発売 ISBN 978-4-09-126270-7